# Ontzet
Een ontzet noemt men de situatie als de belegering van een stad, fort of andere plaats wordt doorbroken en de plek wordt bevrijd. Dit gebeurt door militaire hulp van buitenaf, en wordt vergemakkelijkt door bijvoorbeeld voedselgebrek, slechte weersomstandigheden of gebrek aan moreel bij de belegeraars.

## Lijst van ontzetteNederlandseofBelgischeplaatsen uit de historie
| Stad            | Oorlog                   | Slag                     | Jaar ontzet | Belegerende partij                  | Ontzet door                               |
| --------------- | ------------------------ | ------------------------ | ----------- | ----------------------------------- | ----------------------------------------- |
| Maastricht-Wyck | Luiks-Brabantse oorlogen | Beleg van Maastricht     | 1303        | Prinsbisdom Luik                    | Hertogdom Brabant                         |
| Maastricht      | Luikse burgeroorlog      | Beleg van Maastricht     | 1408        | Luikse rebellen                     | Hertogdom Bourgondië                      |
| Huissen         | Gelderse Oorlogen        | Beleg van Huissen        | 1502        | Hertogdom Gelre                     | Hertogdom Kleef                           |
| Alkmaar         | Tachtigjarige Oorlog     | Beleg van Alkmaar        | 1573        | Spaanse Nederlanden                 | Nederlandse opstandelingen                |
| Leiden          | Tachtigjarige Oorlog     | Leidens ontzet           | 1574        | Spaanse Nederlanden                 | Nederlandse opstandelingen                |
| Steenwijk       | Tachtigjarige Oorlog     | Beleg van Steenwijk      | 1581        | Spaanse Nederlanden                 | Unie van Utrecht                          |
| Groenlo         | Tachtigjarige Oorlog     | Beleg van Groenlo        | 1595        | Republiek der Verenigde Nederlanden | Spaanse Nederlanden                       |
| Groenlo         | Tachtigjarige Oorlog     | Beleg van Groenlo        | 1597        | Spaanse Nederlanden                 | Republiek der Verenigde Nederlanden       |
| Hoogstraten     | Tachtigjarige Oorlog     | Beleg van Hoogstraten    | 1603        | Spaanse Nederlanden                 | Republiek der Verenigde Nederlanden       |
| Groenlo         | Tachtigjarige Oorlog     | Beleg van Groenlo        | 1606        | Republiek der Verenigde Nederlanden | Spaanse Nederlanden                       |
| Bredevoort      | Tachtigjarige Oorlog     | Beleg van Bredevoort     | 1606        | Spaanse Nederlanden                 | Republiek der Verenigde Nederlanden       |
| Bergen op Zoom  | Tachtigjarige Oorlog     | Beleg van Bergen op Zoom | 1622        | Spaanse Nederlanden                 | Republiek der Verenigde Nederlanden       |
| Groenlo         | Tachtigjarige Oorlog     | Beleg van Groenlo        | 1627        | Spaanse Nederlanden                 | Republiek der Verenigde Nederlanden       |
| Groningen       | Rampjaar                 | Gronings Ontzet          | 1672        | Münster                             | Republiek der Zeven Verenigde Nederlanden |
| Maastricht      | Hollandse Oorlog         | Beleg van Maastricht     | 1676        | Republiek der Verenigde Nederlanden | Koninkrijk Frankrijk                      |
| Maastricht      | Eerste Coalitieoorlog    | Beleg van Maastricht     | 1793        | Eerste Franse Republiek             | Oostenrijkse coalitie                     |
| Bastenaken      | Tweede Wereldoorlog      | Slag om Bastenaken       | 1945        | Nazi-Duitsland                      | Verenigde Staten                          |

## Lijst van belegerde plaatsen elders ter wereld die zijn ontzet
| Stad       | Oorlog                         | Slag                             | Jaar ontzet | Belegerende partij | Ontzet door                               |
| ---------- | ------------------------------ | -------------------------------- | ----------- | ------------------ | ----------------------------------------- |
| Tusculum   | Oorlog met de Commune van Rome | Slag bij Monte Porzio            | 1167        | Commune van Rome   | Troepen van paus Lucius III               |
| Rouen      | Hugenotenoorlogen              | Beleg van Rouen                  | 1592        | Spanje             | Frankrijk                                 |
| Budweis    | Dertigjarige Oorlog            | Slag bij Záblati                 | 1619        | Bohemen            | Heilige Roomse Rijk                       |
| Gdańsk     | Zweeds-Nederlandse Oorlog      | Beleg van Gdańsk                 | 1656        | Zweden             | Republiek der Zeven Verenigde Nederlanden |
| Kopenhagen | Zweeds-Nederlandse Oorlog      | Slag in de Sont                  | 1658        | Zweden             | Republiek der Zeven Verenigde Nederlanden |
| Wenen      | Grote Turkse Oorlog            | Beleg van Wenen                  | 1683        | Ottomaanse Rijk    | Polen-Litouwen                            |
| Hamburg    |                                | Beleg van Hamburg                | 1686        | Denemarken         | Brunswijk Brandenburg                     |
| Mafeking   | Tweede Boerenoorlog            | Beleg van Mafeking               | 1900        | Oranje Vrijstaat   | Verenigd Koninkrijk                       |
| Toledo     | Spaanse Burgeroorlog           | Beleg van het Alcázar van Toledo | 1936        | Spaanse Republiek  | Nationalisten                             |
| Leningrad  | Tweede Wereldoorlog            | Beleg van Leningrad              | 1943        | Nazi-Duitsland     | Sovjet-Unie                               |